# Trichotheristus psammoides
Trichotheristus psammoides är en rundmaskart som först beskrevs av Suzanne I. Warwick 1970.  Trichotheristus psammoides ingår i släktet Trichotheristus och familjen Monhysteridae. Inga underarter finns listade i Catalogue of Life.